# Dubbel-Lotta
Dubbel-Lotta (tyska originalets titel Das doppelte Lottchen) är en barnbok från 1949 av Erich Kästner. Den svenska originalöversättningen utgiven 1950 hade titeln Tvillingarna finner varann, 1962 kom en nyutgåva med den nyare titeln.
Kästner påbörjade berättelsen under andra världskriget, då som ett filmmanuskript, inspirerad av den amerikanska filmen Flickorna gör slag i saken med Deanna Durbin från 1936. Kästner fick skrivförbud av regimen och tvingades släppa filmprojektet. Efter kriget arbetade han om berättelsen till en roman. Boken har filmatiserats ett tiotal gånger, de mest kända filmversionerna är Föräldrafällan (1961 samt nyinspelning 1998).

## Handling
Två nioåriga flickor, den spontana och busiga Lisa Palfy från Wien och den husliga och flitiga Lotta Körner från München, möts av en slump på ett sommarläger. Lisa har lockigt hår, Lotta har flätor, frånsett detta är de varandras kopior.
De har aldrig träffats förut, men det tar inte lång tid innan de kommer fram till att de är tvillingsystrar, åtskilda från varandra vid födseln. De tycker att deras föräldrar behandlat dem grymt som inte berättat att de har en tvillingsyster, och att den andra föräldern lever. De kommer på en plan för hur de ska få lära känna den förälder de aldrig träffat. Lotta lockar sitt hår, och Lisa flätar sitt. Äventyret kan börja.